# Archieparquía de Hasaka-Nísibis
La archieparquía de Hasaka-Nísibis (en latín: Archieparchia Hassakensis et Nisibena Syrorum y en árabe: أبرشية الحسكة-نصيبين‎) es una circunscripción eclesiástica de la Iglesia católica en Siria. Se trata de una archieparquía siria, inmediatamente sujeta patriarcado de Antioquía de los sirios. Desde el 12 de mayo de 2022 su archieparca es Joseph Abdel-Jalil Chami.

## Territorio y organización
La archieparquía extiende su jurisdicción sobre los fieles católicos de rito antioqueno sirio residentes en el noroeste de Siria (en todo o en parte de las gobernaciones de Al-Raqa, Hasaka y Deir ez-Zor). Desde 2012 al extenderse en el área la guerra civil siria, el territorio quedó bajo el control de la Administración Autónoma del Norte y Este de Siria, fuera del control del Gobierno sirio. La archieparquía está dentro del territorio propio del patriarcado de Antioquía de los sirios.
La sede de la archieparquía se encuentra en la ciudad de Hasaka, en donde se halla la Catedral de Nuestra Señora de la Asunción. Nísibis (hoy Nusaybin) es una sede histórica que se encuentra en Turquía, en la frontera con Siria.
En 2021 en la archieparquía existían 9 parroquias.

## Historia

### Diócesis de Betzabda
Betzabda (o Beth Zabdai) corresponde a la ciudad actual de Cizre, anteriormente conocida como Jazirat Ibn 'Umar (occidentalizada en Gazarta). Era una antigua sede episcopal de la provincia romana de Mesopotamia en la diócesis civil de Oriente. Formó parte del patriarcado de Antioquía y fue sufragánea de la arquidiócesis de Amida.
En su Crónica de la Iglesia de Adibene, Msiha Zkha mencionó a tres obispos de Beth Zabdai que datan del siglo III: Merza, Soubha-liso y Sabtha. En 360 se conoce al obispo Teodoro, deportado por los persas con buena parte de los habitantes y muerto durante el viaje forzado. Antes de abandonar la ciudad tuvo tiempo de consagrar a un obispo, Dausas, quien murió mártir el mismo año. Otro obispo de esta localidad, Maras, es mencionado por Lequien entre los padres del Concilio de Calcedonia en 451. En 458 este obispo firmó la carta de los obispos de Mesopotamia al emperador bizantino León I después de la muerte de Proterio de Alejandría.
Después de 410 Beth Zabdai (o Djeziret) se convirtió en una sede nestoriana, sufragánea de la arquidiócesis de Nísibis. 
A partir de 639 Beth Zabdai también se convirtió en la sede de una diócesis de la Iglesia ortodoxa siria, sufragánea de la arquidiócesis de Takrit.

### Arquidiócesis de Nísibis
Las conquistas árabes de la primera mitad del siglo VII pusieron fin al Imperio persa y a la presencia bizantina al sur de Anatolia. La desaparición de las fronteras en esta región permitió la emigración de cristianos jacobitas de Siria a Nísibis, en donde se formó una gran comunidad.
La sede jacobita está atestiguada incluso antes de la conquista árabe de la región en 639 o 640. De hecho, según la Crónica de Miguel el Sirio, el metropolitano Abraham de Nísibis consagró a Juan, el nuevo patriarca de la Iglesia ortodoxa siria, alrededor de 631. La misma Crónica informa los nombres de varios metropolitanos de Nísibis designados por los patriarcas ortodoxos sirios de Antioquía hasta el siglo XI. Hacia la segunda mitad del siglo, Nísibis pasó de la jurisdicción del patriarcado antioqueno a la del catolicós y mafriano de Takrit.
En el siglo XII se conoce al obispo Juan, quien en 1166 asistió al sínodo celebrado por el patriarca Miguel. Después de Abraham, mencionado en 1189, los obispos jacobitas de Nísibis ya no se conocen, junto con la supresión de la sede y su incorporación a la metrópolis de Mardin.

### Eparquía de Gazarta y vicariato patriarcal

Beato Flavianus Michael Malke, último obispo de la eparquía de Gazarta de los sirios

En 1560 el obispo Juan Ibrahim Qacha fue a Roma para profesar su fe católica. Los historiadores no excluyen que después de él otros obispos se hayan unido al catolicismo, aunque 1863 sigue siendo la fecha oficial del nacimiento de la eparquía de Gazarta de los sirios o de Jazira (Eparchia Jazirensis Syrorum) en la alta Mesopotamia de Siria y Turquía, y con sede en Cizre. Fue erigida con parte de la archieparquía de Mosul de los sirios. 
A la muerte del eparca Flaviano Pedro Matah en 1874 la sede fue administrada directamente por el patriarca, a través de un vicario, hasta el nombramiento de Santiago Mateo Ahmndahño el 10 de octubre de 1888.
En 1890 se reportaron unos 500 católicos sirios, confiados al cuidado de 5 sacerdotes armenios. También había 3 iglesias y 3 estaciones de misión. En 1898 la eparquía había bautizado 1500 fieles, con 8 sacerdotes distribuidos en 7 iglesias. La eparquía también administraba seis escuelas.
Con las persecuciones perpetradas contra los cristianos en Anatolia en el Estado turco, muchos fieles sirios huyeron y otros fueron asesinados. Entre los martirizados se encontró el obispo de Gazarta, Flavianus Michael Malke el 29 de agosto de 1915, junto con el obispo caldeo de la misma ciudad, Philip Ya'qob Abraham, luego de que se negaran a convertirse al islam. La eparquía quedó vacante y en 1932 fue remplazada en su sector sirio por el vicariato patriarcal del Gazarta Superior de los sirios, mientras que el sector turco se integró al exarcado patriarcal de Turquía.

### Eparquía de Hasaka
El 15 de julio de 1957, mediante la bula Summam animo del papa Pío XII, el vicariato patriarcal fue elevado a eparquía y asumió el nombre de eparquía de Hasaka (Eparchia Spinensis Syrorum).

Vicariatum patriarchalem superioris Gazirae Syrorum ad eparchiae dignitatem evehimus, Spinensis ab urbe civilis principatus capite appellandae, iisdemque finibus cingendae quibus adhuc hic vicariatus est terminatus, scilicet: ad septemtrionem Turcarum natione; ad meridiem urbibus vulgo Deir-ez-zor, et Abou-Kemal apud Euphratem; ad orientem solem Iraquiana Civitate; ad occidentem denique urbibus Tel-Abiad, et Raqqa ad rivum Balikh, qui in Euphratem influit. Eparchus sedem ac domicilium in eadem urbe Spina, quam populus sua lingua Hassetché appellat, statuet, cathedram vero pontificalis auctoritatis in templo B. V. Mariae sideribus receptae sacro collocant, quod idcirco ad cathedralis aedis gradum in perpetuum perducetur, cum translaticiis iuribus ac privilegiis. Quae pariter iura ac praerogativae ceteris eparchiis debentur, ad iuris normam ac peculiarium Orientalis Ecclesiae legum, haec et Spinensi Ecclesiae cedent, pro sui ritus consuetudinumque ratione. Haec nova eparchia, cum sit ritus Antiocheni Syrorum, regimini erit subiecta eiusdem Patriarchae Antiochiae Syrorum, eiusque praeclarae Ecclesiae.

### Archieparquía de Hasaka-Nísibis
El 3 de diciembre de 1965 la eparquía fue elevada al rango de archieparquía y tomó su nombre actual agregando la palabra Nísibis.
Para Flavianus Michael Malke (nacido como Ya'Qūb Melkī), la causa de la beatificación se introdujo en 2010 con su declaración como siervo de Dios y fue beatificado el 29 de agosto de 2015 por decisión del papa Francisco.

## Estadísticas
Según el Anuario Pontificio 2022 la archieparquía tenía a fines de 2021 un total de 1400 fieles bautizados.
| Año                                                                             | Población            | Población | Población      | Sacerdotes | Sacerdotes    | Sacerdotes    | Bautizados por sacerdote | Diáconos permanentes | Religiosos | Religiosos | Parroquias |
| Año                                                                             | Bautizados católicos | Total     | % de católicos | Total      | Clero secular | Clero regular | Bautizados por sacerdote | Diáconos permanentes | Varones    | Mujeres    | Parroquias |
| ------------------------------------------------------------------------------- | -------------------- | --------- | -------------- | ---------- | ------------- | ------------- | ------------------------ | -------------------- | ---------- | ---------- | ---------- |
| 1970                                                                            | 8018                 | 524 234   | 1.5            | 18         | 18            |               | 445                      |                      |            |            | 8          |
| 1980                                                                            | 3456                 | ?         | ?              | 10         | 8             | 2             | 345                      |                      | 2          | 7          | 7          |
| 1990                                                                            | 3758                 | ?         | ?              | 7          | 6             | 1             | 536                      |                      | 1          | 6          | 7          |
| 1996                                                                            | 52 000               | ?         | ?              | 4          | 4             |               | 13 000                   | 1                    |            | 7          | 7          |
| 2000                                                                            | 5200                 | ?         | ?              | 5          | 4             | 1             | 1040                     | 1                    | 1          | 4          | 8          |
| 2001                                                                            | 5500                 | ?         | ?              | 5          | 4             | 1             | 1100                     | 1                    | 1          | 3          | 8          |
| 2002                                                                            | 5500                 | ?         | ?              | 5          | 4             | 1             | 1100                     | 1                    | 1          | 4          | 8          |
| 2003                                                                            | 5630                 | ?         | ?              | 5          | 4             | 1             | 1126                     | 1                    | 1          | 5          | 8          |
| 2004                                                                            | 5630                 | ?         | ?              | 5          | 4             | 1             | 1126                     |                      | 2          | 3          | 8          |
| 2009                                                                            | 35 000               | ?         | ?              | 5          | 4             | 1             | 7000                     |                      | 2          | 3          | 10         |
| 2011                                                                            | 35 000               | ?         | ?              | 5          | 4             | 1             | 7000                     |                      | 2          | 3          | 11         |
| 2019                                                                            | 35 000               |           |                | 5          | 4             | 1             | 7000                     |                      | 2          | 3          | 11         |
| 2021                                                                            | 1400                 | ?         | ?              | 1          | 1             |               | 1400                     |                      |            |            | 9          |
| Fuente: Catholic-Hierarchy, que a su vez toma los datos del Anuario Pontificio. |                      |           |                |            |               |               |                          |                      |            |            |            |

## Episcopologio

### Obispos de Betzabda
- Merza † (primera mitad del siglo II)
- Soubha-liso † (entre 241 y 272)
- Sabtha † (entre 276 y 293)
- Eliodoro o Teodoro † (?-circa 360 falleció)
- San Dausas † (circa 360 falleció)
- Maras † (antes de 451-después de 458)

### Eparcas de Gazarta
- Flaviano Pedro Matah † (11 de octubre de 1863 consagrado-1874 falleció)
  - Sede vacante (1874-1888)
- Santiago Mateo Ahmndahño † (10 de octubre de 1888-1908 falleció)
- Beato Flavianus Michael Malke † (14 de septiembre de 1912-29 de agosto de 1915 asesinado)[8][9]

### Eparcas de Hasaka
- Jean Karroum † (21 de febrero de 1959-3 de diciembre de 1965 nombrado archieparca)

### Archieparcas de Hasaka-Nísibis
- Jean Karroum † (3 de diciembre de 1965-22 de marzo de 1967 falleció)
- Jacques Michel Djarwé † (18 de julio de 1967-8 de septiembre de 1981 falleció)
- Jacques Georges Habib Hafouri † (18 de marzo de 1982-28 de junio de 1996 retirado)
- Jacques Behnan Hindo (29 de junio de 1996-22 de junio de 2019 retirado)
  - Sede vacante (2019-2022)[nota 1]
- Joseph Abdel-Jalil Chami, desde el 12 de mayo de 2022